# San Juan de la Virgen
San Juan de la Virgen é um distrito peruano localizado na Província de Tumbes, região de Tumbes. Sua capital é a cidade de San Juan de la Virgen.

## Transporte
O distrito de San Juan de La Virgen é servido pela seguinte rodovia:
- TU-104, que liga a cidade de Tumbes ao distrito de Pampas de Hospital[2][3][4]